# Heminothrus hooki
Heminothrus hooki är en kvalsterart som först beskrevs av Piffl 1966.  Heminothrus hooki ingår i släktet Heminothrus och familjen Camisiidae. Inga underarter finns listade i Catalogue of Life.